# Coppa di Danimarca di pallamano maschile
La DHF's Landspokalturnering è la coppa nazionale danese di pallamano maschile; è organizzata dalla Dansk Håndbold Forbund, la federazione danese di pallamano.

La prima stagione si disputò nel 1964; dall'origine a tutto il 2024 si sono tenute 60 edizioni del torneo.

La squadra che vanta il maggior numero di coppe vinte è il GOG con 12 titoli vinti (l'ultimo nel 2023); l'attuale campione in carica è l'Aalborg.

## Albo d'oro
| Edizione | Vincitore       |
| -------- | --------------- |
| 1964-65  | Ajax Copenaghen |
| 1965-66  | Skovbakken      |
| 1966-67  | Aarhus KFUM     |
| 1967-68  | Aarhus GF       |
| 1968-69  | Skovbakken      |
| 1969-70  | Stadion         |
| 1970-71  | Esbjerg         |
| 1971-72  | Fredericia KFUM |
| 1972-73  | Fredericia KFUM |
| 1973-74  | Fredericia KFUM |
| 1974-75  | Fredericia KFUM |
| 1975-76  | Skovbakken      |
| 1976-77  | Fredericia KFUM |
| 1977-78  | Fredericia KFUM |
| 1978-79  | AB Gladsaxe     |
| 1979-80  | Helsingør       |
| 1980-81  | Aarhus KFUM     |
| 1981-82  | Fredericia KFUM |
| 1982-83  | Helsingør       |
| 1983-84  | Gladsaxe HG     |
| 1984-85  | HIK             |
| 1985-86  | Helsingør       |
| 1986-87  | Holte           |
| 1987-88  | Helsingør       |
| 1988-89  | Virum-Sorgenfri |

| Edizione | Vincitore     |
| -------- | ------------- |
| 1989-90  | Kolding       |
| 1990-91  | GOG           |
| 1991-92  | GOG           |
| 1992-93  | GOG           |
| 1993-94  | Kolding       |
| 1994-95  | Roskilde      |
| 1995-96  | GOG           |
| 1996-97  | GOG           |
| 1997-98  | GOG           |
| 1998-99  | Kolding       |
| 1999-00  | Skjern        |
| 2000-01  | Viborg        |
| 2001-02  | Kolding       |
| 2002-03  | GOG           |
| 2003-04  | GOG           |
| 2004-05  | Kolding       |
| 2005-06  | GOG           |
| 2006-07  | Kolding       |
| 2007-08  | Kolding       |
| 2008-09  | Holstebro     |
| 2009-10  | Copenaghen    |
| 2010-11  | AG Copenaghen |
| 2011-12  | AG Copenaghen |
| 2012-13  | Aarhus        |
| 2013-14  | Kolding       |

| Edizione | Vincitore   |
| -------- | ----------- |
| 2014-15  | Skjern      |
| 2015-16  | Midtjylland |
| 2016-17  | Skjern      |
| 2017-18  | Holstebro   |
| 2018-19  | Aalborg     |
| 2019-20  | GOG         |
| 2020-21  | Mors-Thy    |
| 2021-22  | Aalborg     |
| 2022-23  | GOG         |
| 2023-24  | GOG         |
| 2024-25  | Aalborg     |

## Riepilogo vittorie per club
| Numero | Club                | Anni |
| ------ | ------------------- | --- |
| 12     | GOG                 | 1989-90, 1990-91, 1991-92, 1994-95, 1995-96, 1996-97, 2001-02, 2002-03, 2004-05, 2018-19, 2021-22, 2022-23 |
| 8      | Kolding             | 1988-89, 1992-93, 1997-98, 2000-01, 2003-04, 2005-06, 2006-07, 2012-13                                     |
| 7      | Fredericia KFUM     | 1970-71, 1971-72, 1972-73, 1973-74, 1975-76, 1976-77, 1980-81                                              |
| 4      | Helsingør           | 1978-79, 1981-82, 1984-85, 1986-87                                                                         |
| 3      | Aalborg             | 2017-18, 2020-21, 2023-24                                                                                  |
| 3      | Skjern              | 1998-99, 2013-14, 2015-16                                                                                  |
| 3      | Aarhus KFUM/ Aarhus | 1965-66, 1979-80, 2011-12                                                                                  |
| 3      | Skovbakken          | 1964-65, 1967-68, 1974-75                                                                                  |
| 2      | Holstebro           | 2007-08, 2016-17                                                                                           |
| 2      | AG Copenaghen       | 2009-10, 2010-11                                                                                           |
| 1      | Mors-Thy            | 2019-20 |
| 1      | Midtjylland         | 2014-15 |
| 1      | Copenaghen          | 2008-09 |
| 1      | Roskilde            | 1993-94 |
| 1      | Viborg              | 1999-00 |
| 1      | Virum-Sorgenfri     | 1987-88 |
| 1      | Holte               | 1985-86 |
| 1      | HIK                 | 1983-84 |
| 1      | Gladsaxe HG         | 1982-83 |
| 1      | AB Gladsaxe         | 1977-78 |
| 1      | Esbjerg             | 1969-70 |
| 1      | Stadion             | 1968-69 |
| 1      | Aarhus GF           | 1966-67 |
| 1      | Ajax Copenaghen     | 1963-64 |